# Flood Tide (film 1913 Brabin)
Flood Tide è un cortometraggio muto del 1913 diretto da Charles Brabin.

## Trama
Mentre la marea sale mettendo in pericolo un pittore che si è ferito, una ragazza sale sulla scogliera per metterlo in salvo.

## Produzione
Il film fu prodotto dalla Edison Company.

## Distribuzione
Distribuito dalla General Film Company, il film - un cortometraggio in una bobina - uscì nelle sale cinematografiche degli Stati Uniti il 19 agosto 1913. Nell'ottobre 1913, venne distribuito anche nel Regno Unito.